# Kio's Adventure
Kio's Adventure es un videojuego de aventura de terror. La versión gratuita del juego se lanzó el 9 de septiembre de 2016, La versión de Steam se lanzó el 6 de abril de 2017.

## Trama
Para celebrar su admisión en la misma escuela secundaria, Kio y sus dos amigas de secundaria hicieron una cita para cenar y charlar en la cadena de restaurante de comida rápida cuando Kio, que llegó tarde, estaba a punto de ordenar comida, hubo un terremoto repentino... Después de despertar del coma, Kio se encontró en un espacio espeluznante. Buscó a toda prisa a sus amigos, pero nadie respondió...
Hay dieciséis formas de morir al final del juego, cada vez que se activa un método de muerte, se puede obtener la muerte correspondiente CG, y se puede verlo repetidamente en el modo de apreciación.

## Rol
- Kio[4] la protagonista de este libro es una chica vivaz con cabello castaño oscuro.
- Illusion[5] amiga de Kio, chica seria a la que le gusta estudiar, cabello negro.
- Dominique - Buena amiga de Kio, le encanta cotillear, un poco ninfómana, pelo beige.

Además, como el dibujante de China continental Sun Zha, el conocido presentador en vivo del juego Infiltrated C Jun (C Bacteria), el editor ancla del sitio web del juego Jihe.com, etc. Muchas celebridades de Internet tienen roles de invitados en la habitación oculta del juego. Los dos productores principales, Shi Bei y Light, se encuentran entre ellos La aparición de personajes de dibujos animados. Algunos monstruos en el juego (como gusanos de carne y zombies) continúan el escenario en el trabajo cómico anterior del dibujante Shi Bei "The World Is Too Chaos". El jefe final es un pequeño hombre blanco con una cara sonriente flotando en el aire. Más tarde, se convertirá en una cara negra y su fuerza aumentará. Emitirá una luz láser.

## Recepción
Debido a que es un juego de caza de terror, el juego está lleno de mucha violencia sangrienta y el mal gusto del autor, e incluso imágenes incómodas, como decapitación con guillotina, desmembramiento con motosierra, perforación de ojos con objetos afilados, romper intestinos, etc., deambular al borde de la ley, se considera un desafío para las autoridades gubernamentales de China continental, y este juego se clasifica inevitablemente como un trabajo orientado a adultos de 18 prohibiciones. También hay algunas fotos de desnudos de la heroína con significado erótico (pero en menor medida), también generó acaloradas discusiones entre los internautas, y la evaluación fue polarizada.

## Secuela
En enero de 2017, el creador principal, Shi Bei, reveló en su Sina Weibo que estaba planeando una secuela de "Kio's Adventure", que usará gráficos en 3D.
En mayo de 2017, debido a la falta de una inversión adecuada, el principal creador Shi Bei anunció en su Sina Weibo que se suspendía el desarrollo de "Kio's Adventure 2", y al mismo tiempo anunció el inicio de la producción de un nuevo juego, asumiendo "Otaku's Bizarre Adventure".
En mayo de 2019, el creador principal, Shi Bei, anunció en Sina Weibo que el nuevo juego "Otaku's Bizarre Adventure" se lanzará el 20 de mayo de 2019.